# Рок Појнт (Мериленд)
Рок Појнт (енгл. Rock Point) насељено је место без административног статуса у америчкој савезној држави Мериленд.

## Демографија
По попису из 2010. године број становника је 107.
| Група             | 2000.    | 2010.      |
| Белци             | 0 (0,0%) | 88 (82,2%) |
| Афроамериканци    | 0 (0,0%) | 8 (7,5%)   |
| Азијати           | 0 (0,0%) | 2 (1,9%)   |
| Хиспаноамериканци | 0 (0,0%) | 3 (2,8%)   |
| Укупно            | 0        | 107        |